# アイダよ、何処へ?
『アイダよ、何処へ?』（アイダよどこへ、Quo Vadis, Aida?）は、2020年のボスニア・ヘルツェゴビナの戦争ドラマ映画。監督・脚本・製作はヤスミラ・ジュバニッチ、出演はヤスナ・ジュリチッチとイズディン・バイロヴィッチなど。第77回ヴェネツィア国際映画祭のコンペティション部門で上映された。第93回アカデミー賞国際長編映画賞にノミネートされた。
ボスニア・ヘルツェゴビナ紛争の最中、1995年に起こったスレブレニツァの虐殺が題材となっている。
Rotten Tomatoesの支持率100%の映画のうちの１つである。

## ストーリー
ユーゴスラビアから独立したボスニア・ヘルツェゴビナでは、1992年から1995年まで内戦が続いた(ボスニア紛争)。元々は共存していたムスリム人・セルビア人・クロアチア人が、主義の違いで軍事衝突したのだ。
スレブレニツァの町はムスリム人が多く住む地域で、国際連合保護軍の管理下にあり、非武装の安全地帯のはずだった。紛争前は地元高校の女性教諭だったアイダは、国連軍として駐屯するオランダ人部隊の為に通訳を勤め、国連軍基地で職員として働いていた。
1995年７月13日、スルプスカ共和国軍がスレプレニツァを制圧した。スルプスカ共和国軍に対し空爆を予告したものの、結局は何も出来ない国連軍。アイダの夫と2人の息子たちは、少しの荷物だけを持ち出し、市民たちと共に、避難の為に国連軍基地に殺到した。だが、基地に入れたのは数千人だけで、2万人は基地の外に取り残された。
国連軍に交渉を求めるスルプスカ共和国軍。アイダは基地に入れなかった夫を、『交渉役の民間人代表』に推薦することで、夫と息子を基地内に入れる事に成功した。しかし、基地内には充分な数のトイレも食料も無く、ガソリンすら支給が滞っているのが現状だった。10代の青年である2人の息子を、職員が働くエリアに勝手に連れ込み、匿うアイダ。
交渉の末に、一般市民は町に残るも去るも自由という取り決めが為された。しかし、実際には女性から次々とバスに乗せられ、連れ去られる市民たち。銃を向けて来るセルビア人兵の中には、少し前まで隣人だった顔見知りも多かった。若いセルビア人兵に「先生！」と呼びかけられるアイダ。
バスの行き先は安全だと説明するスルプスカ共和国軍。だが、物陰では連行された男性市民たちの銃殺が横行していた。家族を守る為に、国連軍と共に避難させようと奔走するアイダ。市民代表を勤めた夫は認められたが、息子たちはバスに乗せられた。結局は夫も息子たちと行く事を選び、家族は近郊の建物で射殺された。男たちばかり8372人が殺されたという(スレブレニツァの虐殺)
紛争終結後、元の自宅を訪れるアイダ。テーブルや時計は元のままで、鍵を壊して入ったセルビア人が住み着いていた。出て行けと言うアイダに、「(家に)戻ると危険」と冷たく言い返す若い母親。発掘された被害者の遺骸の中に、息子たちを見つけて泣き崩れるアイダ。それでも、地元の小学校に勤めたアイダは、殺し合った人々と共に生きて行くのだった。

### 史実との違い
主人公のアイダは、ハサン・ヌハノヴィッチというオランダ人部隊の通訳として勤めた実在の人物がモデルとなっているが、ハサンは男性である。ムラディッチ将軍との「交渉」に参加したのは、ハサンの父イブロであり、2人は基地内に留まることを認められたが、弟のムハメドは滞在を許されず、行動を共にした父イブロと母ナシハと共に連行され、殺害された。
また、映画冒頭でスレブレニツァ市長が処刑される場面は史実ではなく、実際には徒歩で街から脱出している。

## キャスト
- アイダ・セルマナギッチ: ヤスナ・ジュリチッチ（英語版） - 国連の通訳。元教師。
- ニハド・セルマナギッチ: イズディン・バイロヴィッチ（英語版） - アイダの夫。高校の元校長。
- ハムディヤ・セルマナギッチ: ボリス・レアー（クロアチア語版） - アイダとニハドの長男。
- セヨ・セルマナギッチ: ディーノ・バイロヴィッチ - アイダとニハドの次男。17歳。
- カレマンス大佐（英語版）: ヨハン・ヘルデンベルグ（英語版） - オランダ軍司令官。
- フランケン少佐: レイモント・ティリ（英語版） - オランダ軍将校。
- ムラディッチ将軍: ボリス・イサコヴィッチ（英語版） - スルプスカ共和国軍司令官。
- ヨーカ: エミール・ハジハフィズベゴヴィッチ（英語版） - スルプスカ共和国軍下士官。
- ロベン大佐: レイナウト・ブッスマーカー（オランダ語版） - オランダ軍医師。
- ミンチェス大尉: トゥーン・ルイクス（英語版） - オランダ軍将校。
- ルッテン中尉: ユダ・ゴスリンガ（オランダ語版） - オランダ軍将校。
- チャミラ: イェレナ・コルディッチ＝クレット - 交渉役の1人となった女性。
- タリク: アウバン・ウカイ（英語版） - 国連の通訳。
- 市長: エルミン・ブラヴォ（英語版） - ヨーカの部隊に処刑される。
- ヴェスナ: エディタ・マロヴチッチ（英語版） - ヨーカの妻。空き家となっていたアイダの家に居住。
- デ・ハーン少佐: ミシャ・フルショフ（オランダ語版） - オランダ軍将校。
- ボウドヴィン: ジョーズ・ブラウアーズ（オランダ語版） - オランダ軍兵士。
- ラマーツ: ソル・ヴィンケン（フランス語版） - オランダ軍兵士。
- ムハレム・イカノヴィッチ: リヤド・グヴォズデン - 交渉役の1人となった会社取締役。
- ムニラ: ミンカ・ムフティッチ（ボスニア語版）
- ラロヴィッチ: エルミン・シヤミヤ（英語版）

## 公開
ワールド・プレミアは2020年9月3日に第77回ヴェネツィア国際映画祭で行われた。その他に2020年9月13日に第45回トロント国際映画祭でも上映された。2021年2月にスーパーLTDがアメリカ合衆国での配給権を獲得した。アメリカ合衆国では2021年3月5日にヴァーチャル・シネマで公開され、その後2021年3月15日にビデオ・オン・デマンドで配信された。

## 評価

### 批評家の反応
レビュー集積サイトのRotten Tomatoesでは82件のレビューで100％の支持率を示し、平均点は8.8/10となり、「『アイダよ、何処へ?』はある女性の悲痛な争いを利用して、戦争の壊滅的な人的被害についての燃えるような説明を与える」とまとめられた。Metacriticでは16件のレビューで加重平均値は97/100となった。

### 受賞とノミネート
| 賞                               | 部門           | 候補者                                           | 結果       |
| -------------------------------- | -------------- | ------------------------------------------------ | ---------- |
| アカデミー賞                     | 国際長編映画賞 | ヤスミラ・ジュバニッチ                           | ノミネート |
| ヴェネツィア国際映画祭           | 金獅子賞       | ヤスミラ・ジュバニッチ                           | ノミネート |
| ロッテルダム国際映画祭           | 観客賞         | ヤスミラ・ジュバニッチ                           | 受賞       |
| ヨーテボリ国際映画祭             | ドラゴン賞     | ヤスミラ・ジュバニッチ                           | 受賞       |
| インディペンデント・スピリット賞 | 外国映画賞     | ヤスミラ・ジュバニッチ                           | 受賞       |
| 英国アカデミー賞                 | 非英語作品賞   | ヤスミラ・ジュバニッチ、ダミル・イブラヒモビッチ | ノミネート |
| 英国アカデミー賞                 | 監督賞         | ヤスミラ・ジュバニッチ                           | ノミネート |